# Bruno Ngotty
Bruno Ngotty est un footballeur français né le 10 juin 1971 à Lyon (France).

## Biographie
Après avoir débuté dans le club de son quartier du cinquième arrondissement de Lyon,le Lyon Ouest Sporting Club il est révélé à l'Olympique lyonnais, son club formateur. Bruno Ngotty commence sa carrière par un match de coupe de France en janvier 1988. Il deviendra, au milieu des années 1990, l'un des meilleurs défenseurs du championnat de France.
Surnommé le Koeman noir en référence à sa frappe de balle lourde et précise, ce défenseur central au physique impressionnant n'a pas connu le parcours international que beaucoup lui prédisaient.
Il connaît sa première sélection en équipe de France à l'été 1994 contre la République tchèque. Ce jour-là, il effectue des débuts en bleu en même temps que Lilian Thuram et Zinédine Zidane. Mais toute comparaison s'arrête là pour Ngotty, qui devra attendre près de trois années pour retrouver le maillot bleu, et qui ne sera jamais appelé lors des grandes compétitions internationales.
Passé au Paris Saint-Germain en 1995, il rentre dans l'histoire du football français en offrant à son club la victoire en finale de la Coupe des Coupes grâce à un coup franc lointain.
Encore finaliste européen la saison suivante, il devient cette fois-ci le héros malheureux de la rencontre, en provoquant une faute dans la surface sur Ronaldo. Ce dernier se fait justice, en marquant sur penalty le seul but du match.
Souvent handicapé par des blessures à répétition, il connaît ensuite un parcours plus accidenté, avec un passage mitigé dans le Calcio avec l'AC Milan et à Venise avant un retour en France en demi-teinte à Marseille.
Il évolue de 2001 à 2006 dans le club de Bolton Wanderers où commence son été indien. Il est en effet devenu une valeur sûre de la Premier League, une révélation pour son club qui se qualifie pour la Coupe UEFA en 2005.
Après un passage d'un an à Birmingham, il signe pour la saison 2007-2008 en Football League Championship, à Leicester.
Il prend sa retraite de joueur professionnel en juin 2009. En 2011, il s'engage en faveur du club amateur de l'AS Lattes (DH Languedoc-Roussillon, soit l'équivalent de la 6e division).
Depuis la saison 2013-2014, il évolue dans le club amateur de Belleville-St-Jean-d’Ardières, pensionnaire de Division Honneur Rhône-Alpes.
En 2015, il devient l'entraineur de l'équipe senior du club de Belleville St Jean d'Ardieres jusqu'en mai 2017.

## Statistiques
| Saison                | Club                    | Championnat           | Championnat | Championnat | Coupe nationale | Coupe nationale | Coupe de la Ligue | Coupe de la Ligue | Compétition(s) continentale(s) | Compétition(s) continentale(s) | Compétition(s) continentale(s) | Supercoupe UEFA | Supercoupe UEFA | France | France | Total | Total |
| Saison                | Club                    | Division              | M.          | B.          | M.              | B.              | M.                | B.                | Comp.                          | M.                             | B.                             | M.              | B.              | M.     | B.     | M.    | B.    |
| 1987-1988             | Olympique lyonnais      | Division 2            | 1           | 0           | 0               | 0               | -                 | -                 | -                              | -                              | -                              | -               | -               | -      | -      | 1     | 0     |
| 1988-1989             | Olympique lyonnais      | Division 2            | 29          | 1           | 5               | 0               | -                 | -                 | -                              | -                              | -                              | -               | -               | -      | -      | 34    | 1     |
| 1989-1990             | Olympique lyonnais      | Division 1            | 28          | 0           | 1               | 0               | -                 | -                 | -                              | -                              | -                              | -               | -               | -      | -      | 29    | 0     |
| 1990-1991             | Olympique lyonnais      | Division 1            | 37          | 2           | 1               | 0               | -                 | -                 | -                              | -                              | -                              | -               | -               | -      | -      | 38    | 2     |
| 1991-1992             | Olympique lyonnais      | Division 1            | 36          | 1           | 1               | 0               | -                 | -                 | C3                             | 4                              | 0                              | -               | -               | -      | -      | 41    | 1     |
| 1992-1993             | Olympique lyonnais      | Division 1            | 36          | 3           | 1               | 0               | -                 | -                 | -                              | -                              | -                              | -               | -               | -      | -      | 37    | 3     |
| 1993-1994             | Olympique lyonnais      | Division 1            | 36          | 3           | 1               | 0               | -                 | -                 | -                              | -                              | -                              | -               | -               | -      | -      | 37    | 3     |
| 1994-1995             | Olympique lyonnais      | Division 1            | 35          | 3           | 1               | 0               | 1                 | 0                 | -                              | -                              | -                              | -               | -               | 1      | 0      | 38    | 3     |
| Sous-total            | Sous-total              | Sous-total            | 238         | 13          | 11              | 0               | 1                 | 0                 | -                              | 4                              | 0                              | -               | -               | 1      | 0      | 255   | 13    |
| 1995-1996             | Paris Saint-Germain     | Division 1            | 24          | 1           | 2               | 1               | 0                 | 0                 | C2                             | 7                              | 1                              | -               | -               | -      | -      | 33    | 3     |
| 1996-1997             | Paris Saint-Germain     | Division 1            | 30          | 4           | 3               | 0               | 1                 | 0                 | C2                             | 7                              | 0                              | 2               | 0               | 5      | 0      | 48    | 4     |
| 1997-1998             | Paris Saint-Germain     | Division 1            | 26          | 2           | 3               | 0               | 2                 | 0                 | C1                             | 6                              | 1                              | -               | -               | -      | -      | 37    | 3     |
| Sous-total            | Sous-total              | Sous-total            | 80          | 7           | 8               | 1               | 3                 | 0                 | -                              | 20                             | 2                              | 2               | 0               | 5      | 0      | 118   | 10    |
| 1998-1999             | AC Milan                | Serie A               | 25          | 1           | 4               | 0               | -                 | -                 | -                              | -                              | -                              | -               | -               | -      | -      | 29    | 1     |
| 1999-2000             | AC Milan                | Serie A               | 9           | 0           | 2               | 0               | -                 | -                 | C1                             | 2                              | 0                              | -               | -               | -      | -      | 13    | 0     |
| Sous-total            | Sous-total              | Sous-total            | 34          | 1           | 6               | 0               | -                 | -                 | -                              | 2                              | 0                              | -               | -               | -      | -      | 42    | 1     |
| 2000                  | FC Venezia (prêt)       | Serie A               | 16          | 0           | 2               | 0               | -                 | -                 | -                              | -                              | -                              | -               | -               | -      | -      | 18    | 0     |
| Sous-total            | Sous-total              | Sous-total            | 16          | 0           | 2               | 0               | -                 | -                 | -                              | -                              | -                              | -               | -               | -      | -      | 18    | 0     |
| 2000-2001             | Olympique de Marseille  | Division 1            | 30          | 0           | 2               | 0               | 1                 | 0                 | -                              | -                              | -                              | -               | -               | -      | -      | 33    | 0     |
| 2001                  | Olympique de Marseille  | Division 1            | 2           | 0           | -               | -               | -                 | -                 | -                              | -                              | -                              | -               | -               | -      | -      | 2     | 0     |
| Sous-total            | Sous-total              | Sous-total            | 32          | 0           | 2               | 0               | 1                 | 0                 | -                              | -                              | -                              | -               | -               | -      | -      | 35    | 0     |
| 2001-2002             | Bolton Wanderers (prêt) | Premier League        | 26          | 1           | 0               | 0               | 3                 | 0                 | -                              | -                              | -                              | -               | -               | -      | -      | 29    | 1     |
| 2002-2003             | Bolton Wanderers        | Premier League        | 23          | 1           | 1               | 0               | 0                 | 0                 | -                              | -                              | -                              | -               | -               | -      | -      | 24    | 1     |
| 2003-2004             | Bolton Wanderers        | Premier League        | 33          | 3           | 0               | 0               | 6                 | 1                 | -                              | -                              | -                              | -               | -               | -      | -      | 39    | 4     |
| 2004-2005             | Bolton Wanderers        | Premier League        | 37          | 0           | 4               | 0               | 0                 | 0                 | -                              | -                              | -                              | -               | -               | -      | -      | 41    | 0     |
| 2005-2006             | Bolton Wanderers        | Premier League        | 29          | 0           | 2               | 0               | 1                 | 0                 | C3                             | 7                              | 1                              | -               | -               | -      | -      | 39    | 1     |
| Sous-total            | Sous-total              | Sous-total            | 148         | 5           | 7               | 0               | 10                | 1                 | -                              | 7                              | 1                              | -               | -               | -      | -      | 172   | 7     |
| 2006-2007             | Birmingham City         | Championship          | 25          | 1           | 2               | 1               | 0                 | 0                 | -                              | -                              | -                              | -               | -               | -      | -      | 27    | 2     |
| 2007-2008             | Leicester City          | Championship          | 38          | 0           | 1               | 0               | 4                 | 0                 | -                              | -                              | -                              | -               | -               | -      | -      | 43    | 0     |
| 2008-2009             | Hereford United (prêt)  | League One            | 8           | 0           | 0               | 0               | -                 | -                 | -                              | -                              | -                              | -               | -               | -      | -      | 8     | 0     |
| Sous-total            | Sous-total              | Sous-total            | 71          | 1           | 3               | 1               | 4                 | 0                 | -                              | -                              | -                              | -               | -               | -      | -      | 78    | 2     |
| Total sur la carrière | Total sur la carrière   | Total sur la carrière | 619         | 27          | 39              | 2               | 19                | 1                 | -                              | 33                             | 3                              | 2               | 0               | 6      | 0      | 718   | 33    |

- 320 matchs et 19 buts en Division 1
- 30 matchs et 1 but en Division 2
- 50 matchs et 1 but en Serie A
- 148 matchs et 5 buts en Premier League
- 63 matchs et 1 but en Championship
- 8 matchs en Division One
- 8 matchs et 1 but en Ligue des Champions
- 14 matchs et 1 but en Coupe d'Europe des Vainqueurs de Coupe
- 11 matchs et 1 but en Coupe de l'UEFA
- 2 matchs en Supercoupe d'Europe

## Palmarès

### En club

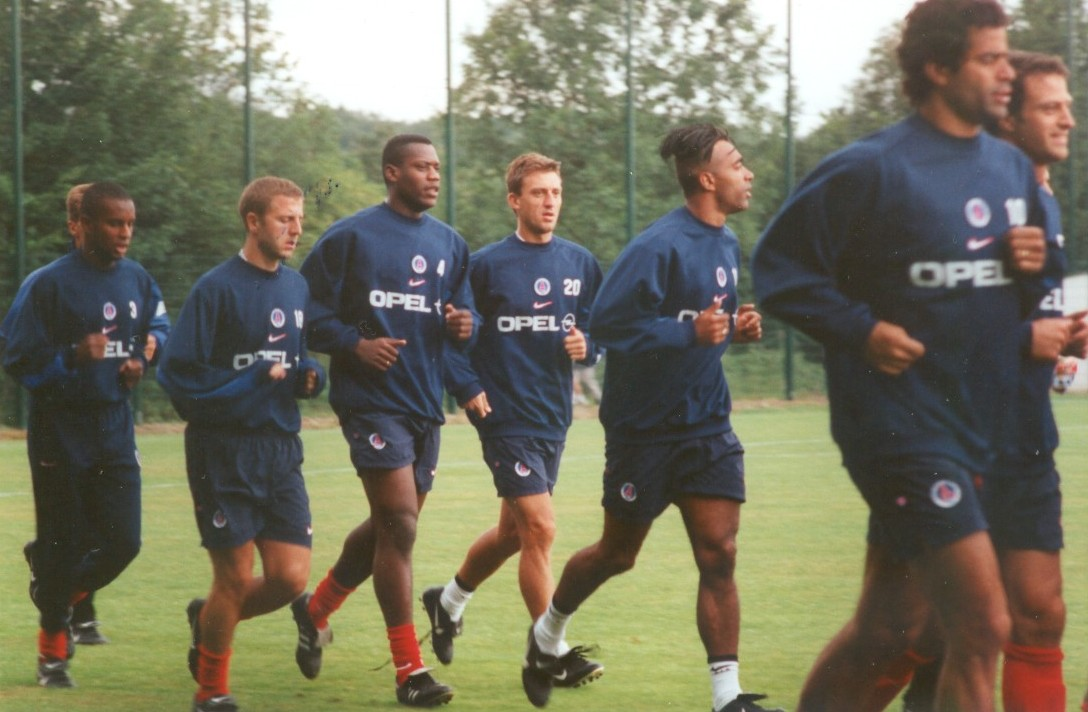

- Vainqueur de la Coupe d'Europe des vainqueurs de coupe en 1996 avec le Paris SG
- Champion d'Italie en 1999 avec le Milan AC
- Vainqueur de la Coupe de France en 1998 avec le Paris SG (n'a pas joué la finale)
- Vainqueur de la Coupe de la Ligue en 1998 avec le Paris SG (n'a pas joué la finale)
- Champion de France de Division 2 en 1989 avec l'Olympique lyonnais
- Finaliste de la Supercoupe d'Europe en 1996 avec le Paris SG
- Finaliste de la Coupe d'Europe des vainqueurs de coupe en 1997 avec le Paris SG
- Vice-champion de France en 1995 avec l'Olympique lyonnais, en 1996 et en 1997 avec le Paris SG
- Finaliste de la Carling Cup en 2004 avec les Bolton Wanderers

### EnÉquipe de France
- 6 sélections entre 1994 et 1997[3]

#### Sélections
| Matchs internationaux de Bruno Ngotty | Matchs internationaux de Bruno Ngotty | Matchs internationaux de Bruno Ngotty     | Matchs internationaux de Bruno Ngotty | Matchs internationaux de Bruno Ngotty | Matchs internationaux de Bruno Ngotty | Matchs internationaux de Bruno Ngotty                        |
| #                                     | Date                                  | Lieu                                      | Adversaire                            | Résultat                              | Compétition                           | Notes                                                        |
| ------------------------------------- | ------------------------------------- | ----------------------------------------- | ------------------------------------- | ------------------------------------- | ------------------------------------- | ------------------------------------------------------------ |
| 1                                     | 17 août 1994                          | Parc Lescure, Bordeaux, France            | Tchéquie                              | N 2 - 2                               | Match amical                          | Titulaire.                                                   |
| 2                                     | 9 novembre 1996                       | Parken Stadium, Copenhague, Danemark      | Danemark                              | D 0 - 1                               | Match amical                          | Titulaire.                                                   |
| 3                                     | 22 janvier 1997                       | Estádio 1.º de Maio (pt), Braga, Portugal | Portugal                              | V 2 - 0                               | Match amical                          | Entre en jeu à la place de Didier Deschamps à la 62e minute. |
| 4                                     | 26 février 1997                       | Parc des Princes, Paris, France           | Pays-Bas                              | V 2 - 1                               | Match amical                          | Entre en jeu à la place de Patrick Vieira à la 78e minute.   |
| 5                                     | 7 juin 1997                           | Stade de la Mosson, Montpellier, France   | Angleterre                            | D 0 - 1                               | Tournoi de France                     | Titulaire.                                                   |
| 6                                     | 11 juin 1997                          | Parc des Princes, Paris, France           | Italie                                | N 2 - 2                               | Tournoi de France                     | Entre en jeu à la place de Marcel Desailly à la 85e minute.  |